# Dioscorea piperifolia
Dioscorea piperifolia är en enhjärtbladig växtart som beskrevs av Alexander von Humboldt, Aimé Bonpland och Carl Ludwig von Willdenow. Dioscorea piperifolia ingår i släktet Dioscorea och familjen Dioscoreaceae. Inga underarter finns listade i Catalogue of Life.